# Scatter the Ashes
Scatter the Ashes fue un grupo estadounidense de post-hardcore que hizo contrato con el sello discográfico Epitaph. Su música podía compararse a la de Circa Survive, Joy Division, Saosin, Refused y The Cure[cita requerida] debido a su sonido pesado y atmosférico. En 2006, se separaron oficialmente, y dos de los cuatro miembros del grupo formaron el grupo Mother/Father.

## Integrantes
- Daryl Stamps - melodías vocales
- James Robert Farmer - guitarras
- Matt McChord - bajo
- Dillon Napier - batería

## Discografía
- Devout/The Modern Hymn (2004, Epitaph Records)
- Construct Set (2005, Epitaph Records)

## Compilaciones
- Punk-O-Rama Vol. 9
- Punk-O-Rama Vol. 10